# Disumano
Disumano è il sesto album in studio del rapper e cantante italiano Fedez, pubblicato il 26 novembre 2021 dalla Sony Music.

## Accoglienza
| Recensione    | Giudizio |
| ------------- | -------- |
| la Repubblica | Negativo |
| Libero        | Negativo |
| Ondarock      |          |
| Rockol        |          |

Disumano è stato accolto negativamente da parte della critica specializzata. Gianluca Veneziani, scrivendo per Libero, ha affermato che l'artista «ormai è un disco rotto e sinceramente ha anche un po' rotto», notando nel disco una «caccia continua alla visibilità» basata sullo «sparlare degli altri. E, se possibile, insultandoli. Ovviamente non tutti, ma solo quelli che risultano nemici del politicamente corretto, [...] Eccoli là i suoi bersagli. Con i quali può riempire i testi delle sue canzoni, peraltro inascoltabili. Sfornando il suo ultimo album, Disumano – anche se il vero sforzo disumano è mettersi lì a sentirlo».
Claudio Cabona di Rockol ha assegnato all'album un punteggio di 6 stelle su 10 spiegando che «Disumano arriva in modo frammentato e ripetitivo, a volte venato da ironia spicciola e adolescenziale, con momenti al limite del trash e un'intimità mai davvero profonda. È un po' più a fuoco del predecessore Paranoia Airlines [...] ma vuole contenere troppi elementi con l'esito finale di risultare un album Frankenstein».

## Tracce
Crediti riportati sul sito della SIAE.
1. Morire morire – 2:46 (testo: Federico Leonardo Lucia, Paolo Antonacci, Jacopo Matteo Luca D'Amico, Davide Simonetta – musica: Davide Simonetta, Placido Salamone, Jacopo Matteo Luca D'Amico, Paolo Antonacci)
2. Stupido stupido – 2:40 (testo: Jacopo Matteo Luca D'Amico, Paolo Antonacci, Federico Leonardo Lucia, Davide Simonetta – musica: Jacopo Matteo Luca D'Amico, Paolo Antonacci, Davide Simonetta)
3. Bella storia – 2:56 (Paolo Antonacci, Federico Leonardo Lucia, Jacopo Matteo Luca D'Amico, Davide Simonetta)
4. Sapore (con Tedua) – 3:15 (testo: Jacopo Matteo Luca D'Amico, Federico Leonardo Lucia, Paolo Antonacci, Mario Molinari – musica: Davide Simonetta, Mario Molinari, Jacopo Matteo Luca D'Amico, Paolo Antonacci)
5. Bimbi per strada (Children) (con Robert Miles) – 3:20 (testo: Davide Simonetta, Jacopo Matteo Luca D'Amico – musica: Roberto Concina, Jacopo Matteo Luca D'Amico, Federico Leonardo Lucia, Davide Simonetta)
6. Vittoria – 3:18 (testo: Roberto Casalino, Federico Leonardo Lucia, Paolo Antonacci, Simone Cremonini – musica: Davide Simonetta, Simone Cremonini, Paolo Antonacci, Roberto Casalino)
7. Guarda cosa mi fai fare – 3:13 (testo: Federico Leonardo Lucia, Paolo Antonacci, Davide Simonetta, Davide Pavanello, Mizutake – musica: Paolo Antonacci, Davide Simonetta, Davide Pavanello)
8. Meglio del cinema – 3:08 (testo: Federico Leonardo Lucia, Jacopo Matteo Luca D'Amico – musica: Federico Leonardo Lucia, Jacopo Matteo Luca D'Amico, Davide Simonetta)
9. Vecchio (con Dargen D'Amico) – 3:00 (testo: Federico Leonardo Lucia, Paolo Antonacci, Jacopo Matteo Luca D'Amico – musica: Paolo Antonacci, Jacopo Matteo Luca D'Amico, Davide Simonetta, Michele Zocca)
10. Mille (con Achille Lauro e Orietta Berti) – 2:55 (testo: Federico Leonardo Lucia, Jacopo Matteo Luca D'Amico, Lauro De Marinis, Paolo Antonacci, Simon Pietro Manzari – musica: Davide Simonetta, Jacopo Matteo Luca D'Amico, Paolo Antonacci)
11. Fuori dai guai (con Cara) – 2:56 (testo: Federico Leonardo Lucia, Davide Simonetta, Jacopo Matteo Luca D'Amico, Paolo Antonacci, Anna Cacopardo – musica: Davide Simonetta, Andrea Pugliese, Jacopo Matteo Luca D'Amico, Paolo Antonacci)
12. Notte brava – 3:17 (testo: Federico Leonardo Lucia, Jacopo Matteo Luca D'Amico, Davide Simonetta – musica: Davide Simonetta, Jacopo Matteo Luca D'Amico, Roberto Casalino)
13. Le madri degli altri (con Tananai) – 2:43 (testo: Federico Leonardo Lucia, Jacopo Matteo Luca D'Amico, Davide Simonetta, Paolo Antonacci, Alberto Cotta Ramusino – musica: Nicola Simone Polo Demaria, Davide Simonetta, Paolo Antonacci, Jacopo Matteo Luca D'Amico)
14. Problemi con tutti (Giuda) – 2:14 (testo: Federico Leonardo Lucia, Edwyn Clark Roberts, Jacopo Matteo Luca D'Amico, Paolo Antonacci, Davide Simonetta – musica: Davide Simonetta, Edwyn Clark Roberts, Jacopo Matteo Luca D'Amico, Paolo Antonacci)
15. Un giorno in pretura – 2:40 (testo: Federico Leonardo Lucia, Jacopo Matteo Luca D'Amico – musica: Matteo Rossanese)
16. La cassa spinge 2021 (con Crookers, Myss Keta e Dargen D'Amico) – 2:17 (testo: Federico Leonardo Lucia, Jacopo Matteo Luca D'Amico, Myss Keta, Dario Pigato, Francesco Barbaglia, Stefano Riva – musica: Francesco Barbaglia, Sandra Scica, Jacopo Matteo Luca D'Amico)
17. Fede e speranza (con Speranza) – 2:24 (testo: Federico Leonardo Lucia, Ugo Sciccolone – musica: Nicola Simone Polo Demaria, Jacopo Matteo Luca D'Amico)
18. Chiamami per nome (con Francesca Michielin) – 3:42 (testo: Federico Leonardo Lucia, Jacopo Matteo Luca D'Amico, Francesca Michielin – musica: Davide Simonetta, Alessandro Raina, Alessandro Mahmoud)
19. Leggeri leggeri – 3:26 (testo: Federico Leonardo Lucia, Jacopo Matteo Luca D'Amico, Davide Petrella – musica: Davide Simonetta, Davide Petrella)
20. Mi sto sul c***o – 3:05 (testo: Federico Leonardo Lucia, Jacopo Matteo Luca D'Amico, Davide Simonetta – musica: Davide Simonetta, Jacopo Matteo Luca D'Amico)

Tracce bonus della riedizione digitale del 2022
1. Crisi di stato – 3:23 (testo: Davide Simonetta, Federico Leonardo Lucia, Davide Petrella, Paolo Antonacci – musica: Davide Simonetta, Davide Petrella, Paolo Antonacci)
2. Viola (feat. Salmo) – 3:02 (testo: Davide Simonetta, Federico Leonardo Lucia, Maurizio Pisciottu, Paolo Antonacci, Jacopo Matteo Luca D'Amico – musica: Davide Simonetta)
3. La dolce vita (con Tananai e Mara Sattei) – 3:08 (testo: Federico Leonardo Lucia, Alberto Cotta Ramusino – musica: Paolo Antonacci, Jacopo Matteo Luca D'Amico, Davide Simonetta)
4. Sapore (feat. Tedua) (Dzeko RMX) – 3:12 (testo: Jacopo Matteo Luca D'Amico, Federico Leonardo Lucia, Paolo Antonacci, Mario Molinari – musica: Davide Simonetta, Mario Molinari, Paolo Antonacci, Jacopo Matteo Luca D'Amico)

## Formazione
Crediti tratti dall'edizione standard dell'album.
Musicisti
- Fedez – voce
- Tedua – voce aggiuntiva (traccia 4)
- Dargen D'Amico – voce aggiuntiva (tracce 9 e 16)
- Achille Lauro – voce aggiuntiva (traccia 10)
- Orietta Berti – voce aggiuntiva (traccia 10)
- Cara – voce aggiuntiva (traccia 11)
- Tananai – voce aggiuntiva (traccia 13)
- Myss Keta – voce aggiuntiva (traccia 16)
- Speranza – voce aggiuntiva (traccia 17)
- Francesca Michielin – voce aggiuntiva (traccia 18)
- Michelangelo – chitarra e sintetizzatore (traccia 18)

Produzione
- D.whale – produzione (eccetto tracce 13, 15-17)
- Robert Miles – produzione (traccia 5)
- Dade – produzione (traccia 7)
- Dargen D'Amico – produzione (traccia 8), arrangiameto vocale Fedez (traccia 18)
- Michelangelo – produzione (traccia 9)
- Nic Sarno – produzione (tracce 13 e 17)
- Ted Fresco – produzione (traccia 15)
- Crookers – produzione (traccia 16)
- d.whale – produzione, registrazione e arrangiamento (traccia 18), arrangiameto parti vocali di Fedez (traccia 18)
- Francesca Michielin – produzione vocale e sintetizzatore (traccia 18)
- Alex 3carichi – registrazione voce di Fedez (traccia 18)
- Gigi Barocco – missaggio e mastering (traccia 18)

## Classifiche

### Classifiche settimanali
| Classifica (2021) | Posizione massima |
| ----------------- | ----------------- |
| Italia            | 1                 |
| Svizzera          | 14                |

### Classifiche di fine anno
| Classifica (2021) | Posizione |
| ----------------- | --------- |
| Italia            | 21        |
| Classifica (2022) | Posizione |
| Italia            | 11        |
| Classifica (2023) | Posizione |
| Italia            | 37        |